# Kerplunk!
Kerplunk! – drugi album kalifornijskiego zespołu punkowego Green Day. Wydany został 17 stycznia 1992 roku przez Lookout! Records.

## Lista utworów
1. 2000 Light Years Away – 2:25
2. One For The Razorbacks – 2:30
3. Welcome To Paradise – 3:31
4. Christie Road – 3:31
5. Private Ale – 2:26
6. Dominated Love Slave – 1:42
7. One Of My Lies – 2:18
8. 80 – 3:40
9. Android – 3:01
10. No One Knows – 3:40
11. Who Wrote Holden Caulfield? – 2:43
12. Words I Might Have Ate – 2:31
13. Sweet Children – 1:40
14. Best Thing In Town – 2:02
15. Strangeland – 2:08
16. My Generation (cover The Who) – 2:20

## Twórcy
- Billie Joe Armstrong – wokal prowadzący, gitara, perkusja (6)
- Mike Dirnt – gitara basowa, wokal wspierający
- Tré Cool – perkusja, wokal prowadzący (6)
- John Kiffmeyer (Al Sobrante) – perkusja (13-16)
- Andy Ernst - producent, inżynier dźwięku, miksowanie
- Al Sobrante - producent wykonawczy
- John Golden - mastering
- Chris Applecore - okładka
- Pat Hynes - grafika
- Thadicus - kierownictwo artystyczne